# 방수간 정려
방수간 정려는 충청남도 부여군 내산면 천보리에 있는 건축물이다. 2012년 8월 28일 부여군의 향토문화유산 제119호로 지정되었다.

## 개요
정면 1칸(1.85m), 측면 1칸(1.85m)이며, 공포의장이 없는 민도리구조의 홑처마 사모지붕이다. 방수간의 효행을 기리기 위해 1628년에 정려를 받았고 1894년에 중건하였다. 현재 정려는 중수시 정려의 전체적인 비례를 고려하지 않은 상태에서 지붕을 중수한 것으로 판단되나, 1628년에 정려를 받은 역사성이 인정되어 향토유적으로의 가치가 있다.